# 1. basketbalová liga
La 1. basketbalová liga è il secondo livello del campionato ceco di pallacanestro.